# Mario Mantovani (anarchico)
Mario Mantovani (Milano, 7 aprile 1897 – Limbiate, 4 luglio 1977) è stato un anarchico, partigiano e pubblicista italiano.

## Biografia
Tipografo di professione, opera inizialmente negli ambienti dell'anarchismo individualista milanese con Ugo Fedeli, Pietro Bruzzi e altri. Nel 1915 espatria in Svizzera per sfuggire alla chiamata alle armi. Nel 1919 viene indicato dalle autorità italiane come elemento di collegamento tra gli ambienti anarchici e quelli bolscevichi svizzeri, tedeschi e russi, infatti in quello stesso anno è nella Russia rivoluzionaria dove riceve da Angelica Balabanoff (segretaria del comitato esecutivo della Terza Internazionale) documenti per il Partito Socialista Italiano. Dopo un viaggio avventuroso attraverso l'Ungheria sovietica di Béla Kun, ritorna in Italia, dove continua la militanza politica tra arresti e fughe all'estero.
Dopo l'avvento in Italia del fascismo, espatria clandestinamente nel 1928 in Francia e poi in Belgio, collaborando con pubblicazioni anarchiche come Fede, Lotte sociali, Il Risveglio di Ginevra, L'Adunata dei Refrattari di New York. Nel frattempo i suoi contatti con Michele Schirru prima e con Angelo Sbardellotto poi, fanno sospettare alla polizia italiana un suo coinvolgimento nei falliti attentati contro Benito Mussolini. Dopo lo scoppio della Guerra civile spagnola, è tra gli organizzatori del Comitato anarchico pro Spagna di Bruxelles, che si occupa dell'invio di volontari, fondi e altri aiuti ai combattenti anti-franchisti. A seguito dell'invasione tedesca del Belgio, viene consegnato alle autorità italiane, che lo assegnano al confino di Ventotene, da dove, dopo il 25 luglio 1943, viene trasferito a Renicci d'Anghiari.
Dopo l'8 settembre 1943 è liberato e torna a Milano, dove partecipa insieme a Mario Orazio Perelli e Antonio Pietropaolo alla lotta partigiana in qualità di commissario politico delle Brigate Bruzzi Malatesta. Fonda e dirige il periodico clandestino Il Comunista libertario che continuerà a uscire, come settimanale, dopo la liberazione, assumendo la denominazione di Il Libertario.
A Milano, nell'ambito del dibattito con l'ala riformista capeggiata da Perelli, Germinal Concordia e Pietropaolo, favorevoli alla presentazione alle elezioni, si schiera per il mantenimento di un anarchismo ortodosso e intransigente. Dopo la fuoriuscita dell'area riformista nel 1946, continua a dirigere Il Libertario, che nel frattempo diventa uno dei periodici di maggior rilievo dell'area anarchica di lingua italiana, fino alla sua definitiva chiusura nel 1965, ed è una delle figure di maggiore spicco della Federazione Anarchica Italiana. Nel periodo 1950-1953, di fronte alla rottura tra la FAI e i GAAP assume una posizione di mediazione, ricevendo dure critiche da parte dell'area facente riferimento a L'Adunata dei Refrattari di New York.
Al congresso di Carrara della FAI del 1965, gli viene affidata (congiuntamente a Umberto Marzocchi) la direzione del settimanale della federazione Umanità Nova, incarico che manterrà fino al 1971, trasferendosi a Roma. 
Il suo archivio è conservato presso l'Archivio Storico della Federazione Anarchica Italiana.